# Oscarsgalan 1929
Oscarsgalan 1929 var den första upplagan av Oscargalan. Den hölls den 16 maj 1929 och belönade filmer som hade premiär 1 augusti 1927 till 1 augusti 1928. Första årets värd var Douglas Fairbanks (amerikanska filmakademiens ordförande) och galan är den enda som media inte sänt ifrån (man sände från radio på nästa gala). Priserna delades ut under en bankett på Blossom Room i Hollywood Roosevelt Hotel med 270 personer närvarande.
Vingarna var den enda stumfilm som vunnit en Oscar för bästa film fram till The Artist vann detta pris vid Oscarsgalan 2012. Vinnarna hade utlysts tre månader innan galan hölls, detta ändrades i och med nästa års gala och vinnarna har sedan dess varit hemliga fram tills de avslöjas vid ceremonin. 1929 års priser kunde belöna enskilda verk, flera filmer av samma individ eller en individs samlade verk under nomineringsperioden. För första och hittills sista gången fanns det två priser för bästa regi: drama och komedi.
Två specialpriser delades ut: ett till Warner Brothers för den banbrytande ljudfilmen Jazzsångaren och ett till Charlie Chaplin för författandet, produktionen, regin och skådespelet i Cirkus (akademin ansåg att Chaplins verk var så framstående att han var i en klass för sig och han var därför inte med i de andra kategorierna).

## Vinnare och nominerade
Vinnarna listas i fetstil.
| Enastående film | Bästa unika och konstnärliga film |
| --- | --- |
| - Vingarna (Paramount Famous Lasky) - The Racket (The Caddo Company) - I sjunde himlen (Fox)                                                            | - Soluppgång (Fox) - Chang (Paramount Famous Lasky) - En av de många (MGM)                                                           |
| Bästa regi (Komedi) | Bästa regi (Drama) |
| - Lewis Milestone – Tusen och ett skratt - Ted Wilde – Hurra, va' ja är bra!                                                                            | - Frank Borzage – I sjunde himlen - Herbert Brenon – Livets växlingar - King Vidor – En av de många                                  |
| Bästa manliga huvudroll | Bästa kvinnliga huvudroll |
| - Emil Jannings – Sista Kommandot och Frestelse - Richard Barthelmess – Chicagonätter och Mannen utan fosterland                                        | - Janet Gaynor – I sjunde himlen, Gatans ängel och Soluppgång - Louise Dresser – A Ship Comes In - Gloria Swanson – Hennes förflutna |
| Bästa manus (originalberättelse) | Bästa manus (adapterad berättelse)                                                                                                   |
| - Underworld – Ben Hecht - Sista Kommandot – Lajos Bíró                                                                                                 | - I sjunde himlen – Benjamin Glazer - Romantik – Anthony Coldeway - Jazzsångaren – Alfred A. Cohn                                    |
| Bästa foto | Bästa scenografi |
| - Soluppgång – Charles Rosher och Karl Struss - Djävulsdanserskan – George Barnes - Flammande kärlek – George Barnes - Hennes förflutna – George Barnes | - Duvan och Den röda stormen – William Cameron Menzies - I sjunde himlen – Harry Oliver - Soluppgång – Rochus Gliese                 |
| Bästa tekniska effekter | Bästa titelmanus |
| - Vingarna – Roy Pomeroy - (Ingen specifik film) – Ralph Hammeras - (Ingen specifik film) – Nugent Slaughter                                            | - Hoppla, va' dom lever! – Joseph Farnham - Flammande kärlek – George Marion, Jr. - Sköna Helenas privatliv – Gerald Duffy           |

### Hedersoscar
- Charlie Chaplin för sin mångsidighet och genialitet i skådespeleri, skrivande, regi och produktion av Cirkus.
- Warner Bros. för produceringen av Jazzsångaren, en banbrytande ljudfilm som har revolutionerat branschen.

### Filmer med flera nomineringar
- 5 nomineringar: I sjunde himlen
- 4 nomineringar: Soluppgång
- 2 nomineringar: En av de många, Hennes förflutna, Vingarna, Sista Kommandot

### Filmer med flera priser
- 3 priser: I sjunde himlen, Soluppgång
- 2 priser: Vingarna

## Oscarsvinnare

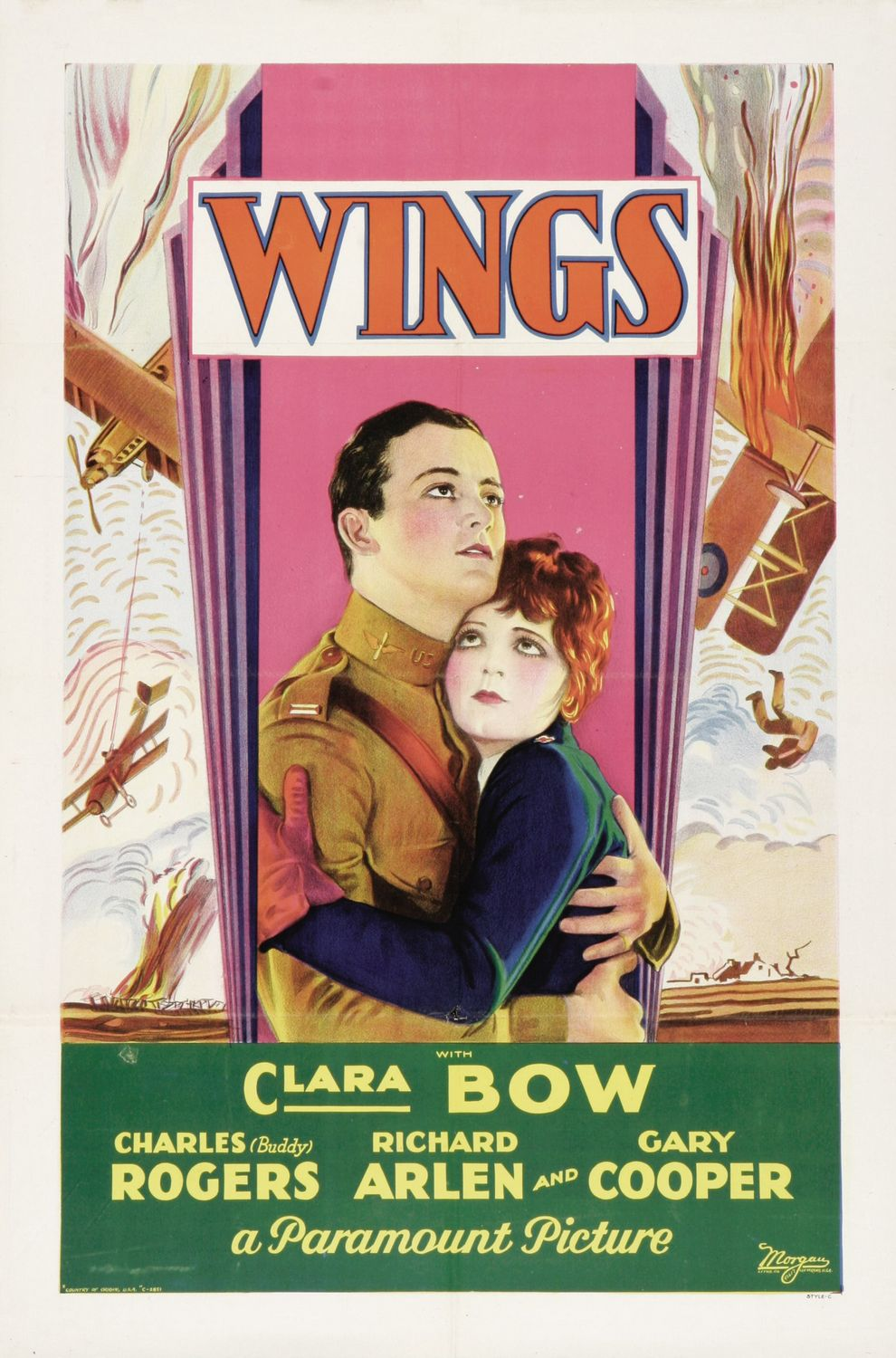
Vingarna Bästa film
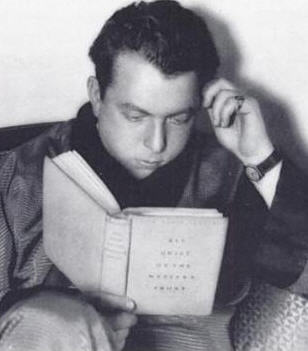
Lewis Milestone Bästa regissör (komedi)
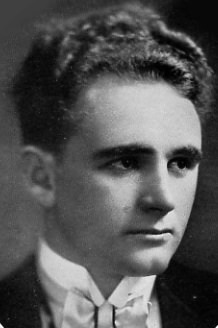
Frank Borzage Bästa regissör (drama)
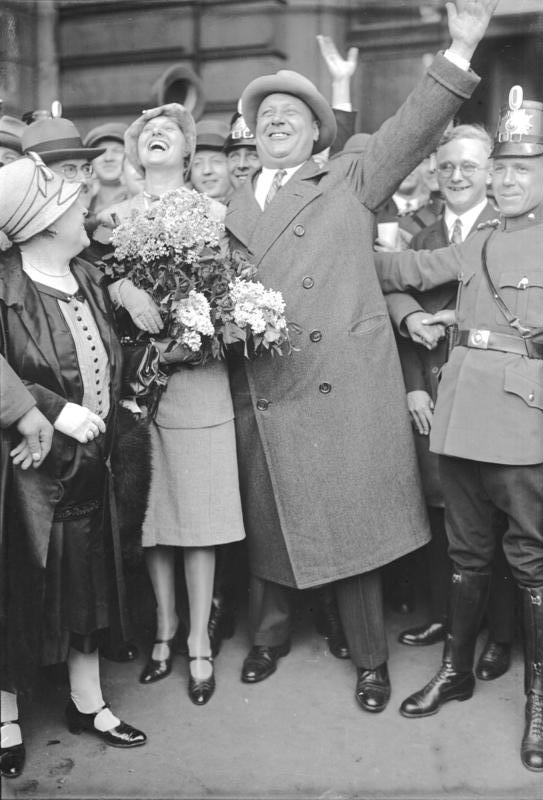
Emil Jannings Bästa manliga huvudroll
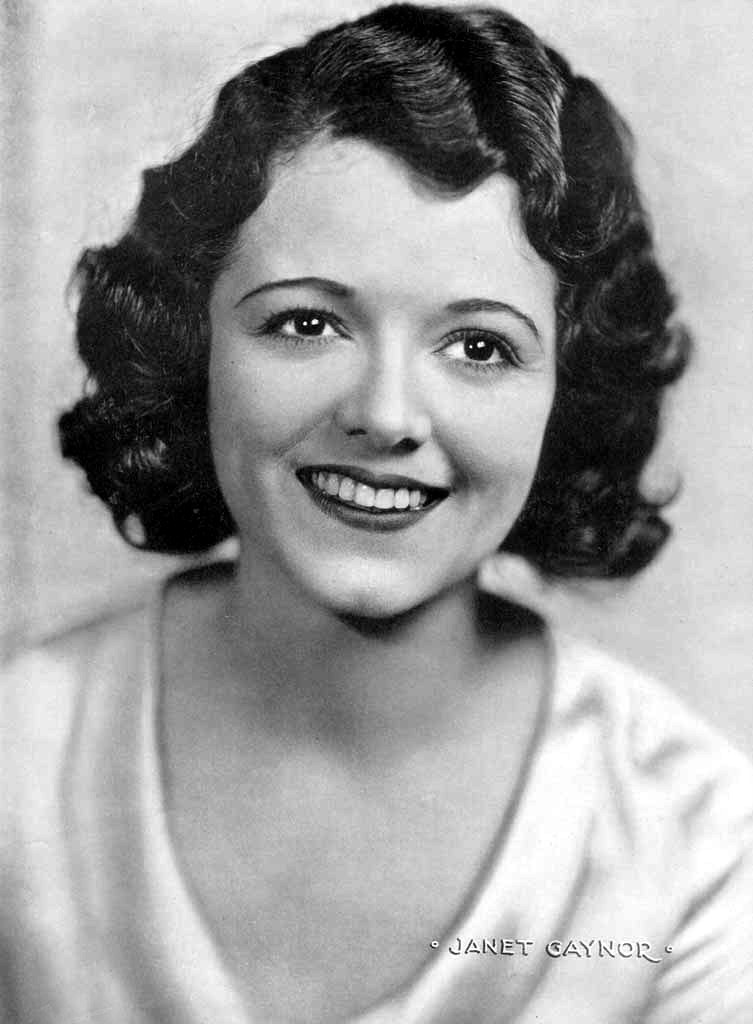
Janet Gaynor Bästa kvinnliga huvudroll
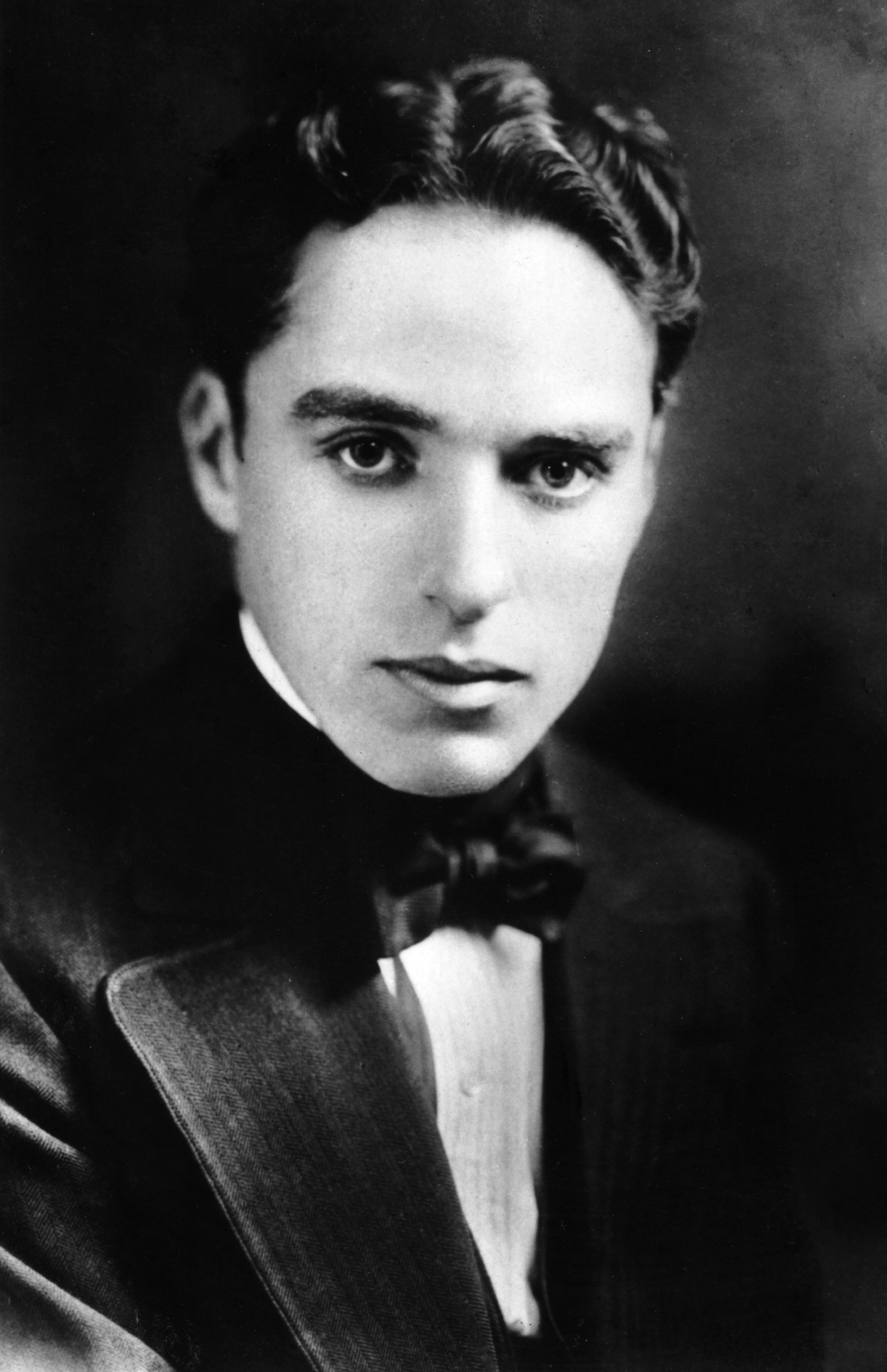
Charlie Chaplin Hedersoscar
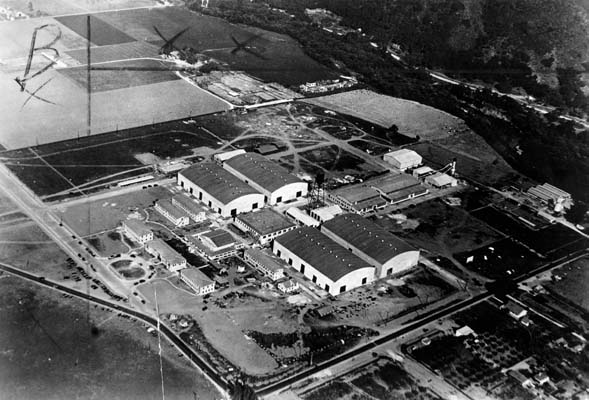
Warner Bros. Hedersoscar